# شب سرقت
شب سرقت (اسپانیایی: La Noche del hurto‎) یک فیلم کمدی آرژانتینی است که در سال ۱۹۷۶ منتشر شد. از بازیگران این فیلم می‌توان به اتل روخو، سانتیاگو گومس کو و بتیانا بلوم اشاره کرد.